# Банатская митрополия
Банатская митрополия (рум. Mitropolia Banatului) — митрополия в составе Румынской православной церкви в румынской части исторической области Банат.
В состав митрополии входят:
- Тимишоарская архиепископия (управляется митрополитом)
- Арадская архиепископия
- Карансебешская епархия

## История
Банатская митрополия была создана 3 июля 1947 года. Её первым митрополитом стал Василий (Лэзэреску), которого возвели на кафедру 26 октября того же года. Первоначально в состав митрополии входила Тимишоарская архиепископия и Карансебешская епархия, но вскоре вторая была упразднена по давлением коммунистических властей. В состав Банатской митрополии была передана Арадская епархия, чтобы объединённая Тимишоарская и Карансебешская архиепископия не оставалась единственной епархией в митрополии.
В 1994 году в составе митрополии была возрождена Карансебешская епархия. В 1999 году в состав митрополии вошла епархия в Венгрии, а в 2001 году — епархия Дакии Феликс в Сербии. В 2009 году в составе митрополии была образована Девская и Хунедоарская епархия. В том же году епархия Дакии Феликс и епархия в Венгрия переведены в непосредственное подчинение патриарха. В феврале 2012 года Девская и Хунедоарская епархия передана в состав Трансильванской митрополии.

## Митрополиты
- Василий (Лэзэреску) (3 июля 1947 — 18 декабря 1961)
- Фирмилиан (Марин), митрополит Олтенский в/у (18 декабря 1961 — февраль 1962)
- Николай (Корняну) (17 февраля 1962 — 28 сентября 2014)
- Иоанн (Сележан) (c 6 декабря 2014 года)